# شبر (وحدة طول)
هو وحدة قياس طولي وهي خمسة (5) أصابع.
مقدار الشِّبْر:
- عند الحنفية 11.592 سنتيمتر.
- المالكية 8.832 سنتيمتر.
- وعند الحنابلة والشافعية: 15.456 سنتيمتر.

## المصدر
- كتاب حقيقة الدينار والدرهم والصاع والمد لأبي العباس أحمد العزفي السبتي.
- علي جمعة المكاييل والموازين الشرعية.